# Аглаофон
Аглаофон (на старогръцки: Ἀγλαοφῶν) е древногръцки художник от късния VI – ранния V век пр. Хр.

## Биография
Аглаофон е баща и учител на Полигнот Тасоски. Той има и друг син на име Аристофон. Тъй като Полигнот твори преди 90-а олимпиада, Аглаофон вероятно е живял около 70-а олимпиада, тоест около късния VI – ранния V век пр. Хр. Квинтилиан възхвалява картините му, които се отличават с простотата на колорита си, като достойни за възхищение и поради други причини освен тяхната древност.
Аглаофон Млади, творил около 90-а олимпиада, е вероятно негов внук.